# José Canalejas
José Canalejas Méndez (Ferrol, 31 de julio de 1854-Madrid, 12 de noviembre de 1912) fue un abogado y político regeneracionista y liberal español. Siendo presidente del Consejo de Ministros, murió asesinado por un disparo en un atentado terrorista.
Fue ministro de Fomento, de Gracia y Justicia, de Hacienda y ministro de Agricultura, Industria, Comercio y Obras Públicas durante la regencia de María Cristina de Habsburgo-Lorena y presidente del Consejo de Ministros y nuevamente ministro de Fomento y ministro de Gracia y Justicia durante el reinado de Alfonso XIII. Ejerció de presidente del Congreso de los Diputados entre 1906 y 1907 y de presidente del Consejo de Ministros entre 1910 y 1912, cargo que ostentaba cuando fue asesinado por un pistolero simpatizante anarquista.

## Biografía

### Infancia y formación
Nació en Ferrol, provincia de La Coruña, el 31 de julio de 1854. Era hijo del ingeniero de los ferrocarriles y director del periódico El Eco Ferrolano José Canalejas y Casas y de María del Amparo Méndez Romero. Niño prodigio, a los diez años tradujo del francés y publicó una pequeña obra titulada Luis o el joven emigrado. A la edad de once años era ya corresponsal político de prensa con el seudónimo de ‘El cantor de Mugardos’. Se trasladó con su familia a Madrid, y en octubre de 1867 se matriculó en el Instituto de San Isidro, «porque en aquella época no podían los colegios incorporados enseñar los dos últimos años de los seis que componían el bachillerato».
Ya en la Universidad Central de Madrid, obtuvo las licenciaturas de Derecho en 1871 y de Filosofía en 1872, y el grado de doctor en ambas facultades. En 1873 era auxiliar de cátedra, pero fracasó en dos oposiciones a cátedra, por lo que abandonó la enseñanza.[cita requerida] Ingresó en la compañía de los Ferrocarriles de Madrid a Ciudad Real y a Badajoz, donde alcanzó el cargo de secretario general y defendió como abogado a la compañía en pleitos con otras empresas ferroviarias españolas.

### Carrera política
Simpatizante del Partido Demócrata Progresista, de ideas republicanas, cuando se produjo la Restauración borbónica abandonó estas ideas para incorporarse al Partido Liberal de Sagasta, dirigido a la sazón por Cristino Martos.
En las elecciones de 1881 resultó elegido diputado en Cortes por el distrito de Soria. En los siguientes procesos electorales obtuvo acta de diputado por el también soriano distrito de Ágreda (1884), y por el distrito gaditano de Algeciras (1886). A partir de 1891 y hasta su muerte obtendría escaño por el distrito alicantino de Alcoy en los sucesivos comicios celebrados en 1891, 1893, 1896, 1898, 1899, 1901, 1903, 1905, 1907 y 1910. Llegaría a renunciar a los escaños, por los que también fue elegido, de Madrid (electo en 1891), Ciudad Real (electo en 1905) y Ferrol (electo en 1910). Presidió el Congreso de los Diputados entre 1906 y 1907.
Durante la Regencia, siempre en gobiernos presididos por Sagasta,  fue ministro de Fomento entre el 14 de junio y el 11 de diciembre de 1888, ministro de Gracia y Justicia entre el 11 de diciembre de 1888 y el 21 de enero de 1890, ministro de Hacienda entre el 17 de diciembre de 1894 y el 23 de marzo de 1895 y, ministro de Agricultura, Industria, Comercio y Obras Públicas entre el 19 de marzo y el 17 de mayo de 1902, departamento desde el que impulsaría la creación del Instituto del Trabajo. Posteriormente, durante el reinado de Alfonso XIII, sería nuevamente ministro de Agricultura, Industria, Comercio y Obras Públicas entre el 17 y el 31 de mayo de 1902 también con Sagasta y ministro de Gracia y Justicia entre el 29 de junio de 1911 y el 12 de marzo de 1912 en un gabinete presidido por él mismo.
Colaboró con varias publicaciones, como La Democracia. En 1893 adquirió el influyente diario Heraldo de Madrid, al cual convirtió en su órgano de expresión.
En 1897, preocupado por la situación en Cuba, viajó a la isla para tener información de primera mano del problema. Interesado en el conflicto, se alistó como un voluntario más a las listas del ejército y vistió el traje de rayadillo de la época. A sus 43 años, y después de haber sido ministro, luchó como un soldado más y obtuvo la Cruz del Mérito Militar con distintivo rojo. Una vez conocida la dramática situación de la provincia de Cuba, volvió a España y presentó sus impresiones a Sagasta, el cual hizo caso omiso a sus recomendaciones.
Un año después, en 1898, la provincia de Cuba fue invadida por los Estados Unidos junto a las Islas Filipinas y Puerto Rico (que dependía administrativamente de Cuba en ese momento), en respuesta a la explosión del buque estadounidense Maine que se encontraba de "reconocimiento en la bahía de Cuba" (explosión de la cual se culpó a España, sin que nunca se probara su autoría). Una vez terminada y perdida la guerra, en 1902 fundó su propio partido, el Liberal-Demócrata, destacándose como cabeza de una corriente izquierdista que defendía ideas democráticas y de separación de la Iglesia y el Estado.

### Vida intelectual
Su paso por la política vino acompañado también por una dilatada vida intelectual. Trabajó como profesor de Literatura. En 1875 publicó en dos tomos Apuntes para un curso de literatura latina.
Tres años más tarde, publicó el libro Derecho parlamentario comparado. En 1910, publicó el libro Estudios sobre las Regalías de la Corona de España. Además colaboró en prensa y dio muchas conferencias. Gran orador, presidió también la Real Academia de Jurisprudencia y Legislación y la Asociación de Escritores y Artistas Españoles durante el periodo de 1909 a 1912. Fue también el primer presidente de la Federación Gimnástica Española, actual Real Federación Española de Gimnasia, puesto que ocupó desde 1898 hasta 1900. Fue también miembro (desde 1900) de la Real Academia de Ciencias Morales y Políticas. así como fue elegido en 1904 como miembro de la Real Academia Española, aunque no llegó a tomar posesión.
José Canalejas recibió numerosas condecoraciones como las grandes cruces al Mérito Naval, Mérito Militar, Orden Civil de la Beneficencia y Carlos III; las medallas de la coronación del Rey, de Cuba, de Alburquerque y Villaviciosa; el Collar de la Torre y la Espada de Portugal; la Cruz de San Mauricio de Italia, la del León de Bélgica, la de San Carlos de Mónaco y la Nacional de Bolivia.

### Presidente del Gobierno
Tras unificar transitoriamente las diversas corrientes que pugnaban en el interior del liberalismo, fue presidente del Consejo de Ministros entre el 9 de febrero de 1910 y el 12 de noviembre de 1912, periodo en el que habría de presidir hasta tres gobiernos desde los que impulsó un programa de reformas: abolió la Contribución de Consumos, estableció el servicio militar obligatorio (Ley de Reclutamiento y Reemplazo del Ejército) y limitó la instalación de órdenes religiosas (Ley del candado). Visitó Marruecos con el rey Alfonso XIII en 1911 y ordenó la ocupación de Larache, Arcila y Alcazarquivir en respuesta a la ocupación francesa de Fez. Las negociaciones que inició con los franceses conducirían, poco después de su muerte, al establecimiento de un protectorado conjunto en Marruecos.
Suprimió el impuesto de consumos, mejoró la legislación social e intentó resolver la cuestión catalana con un proyecto de Mancomunidad preparado con la colaboración de Enric Prat de la Riba. En materia de orden público, hubo de emplear la fuerza para reprimir el intento de sublevación republicana de 1911 (motín en la fragata Numancia y sucesos de Cullera) y la huelga ferroviaria de 1912.

### Asesinato
Desde su nombramiento como jefe del gobierno, Canalejas dispuso de una escolta policial. Sin embargo, este no era muy entusiasta de ir moviéndose por Madrid con sus escoltas y en numerosas ocasiones incluso les daba «esquinazo». En la mañana del 12 de noviembre de 1912 fue asesinado por el anarquista Manuel Pardiñas Serrano cuando miraba el escaparate de la desaparecida librería San Martín en la madrileña Puerta del Sol (actual número 6), a escasos metros de la esquina con la calle de Carretas. Los policías de escolta no reaccionaron a tiempo de salvar la vida a Canalejas, pero sí lograron acorralar a Pardiñas, que se suicidó. Su muerte le impidió llegar a realizar las esperadas reformas políticas que hubieran transformado el régimen existente en una verdadera democracia, acabando con el caciquismo y el fraude electoral. Desde entonces, se abrió una larga pugna por el liderazgo del Partido Liberal, que a la larga desencadenaría su fin. El sistema político también entró en una profunda decadencia que daría lugar a la conocida como «Crisis de la Restauración».
Una de las consecuencias de su asesinato fue la reorganización de los servicios policiales, lo que incluyó la creación de la Dirección General de Seguridad (DGS), cuyo primer jefe fue Ramón Méndez Alanís.
A su funeral asistieron numerosas personas, tales como Álvaro Figueroa y Torres Mendieta, conde de Romanones, y Manuel García Prieto, marqués de Alhucemas, liberales en su mayoría. José Canalejas se encuentra enterrado en el Panteón de Hombres Ilustres, junto a la Basílica de Nuestra Señora de Atocha.
Se realizó en 1912 un cortometraje semidocumental sobre su asesinato y entierro titulado Asesinato y entierro de don José Canalejas, dirigido por Enrique Blanco y Adelardo Fernández Arias, que fue la primera película interpretada por el actor José Isbert con 26 años en el papel de Manuel Pardiñas Serrano.

## Pensamiento

Caricatura de Manuel Tovar representando a Canalejas y al clericalismo (Heraldo de Madrid, 1910).

Canalejas, que se declaraba católico —disponía de una capilla en su propia vivienda— fue defensor de la libertad de cultos como derecho fundamental, cuya postulación conduciría según su pensamiento a una educación laica, a una secularización de la sociedad y a un cambio en las relaciones Iglesia-Estado. Fue descrito por Javier Moreno Luzón como un «anticlerical católico». Su pensamiento social bebía del krausismo, contándose entre sus colaboradores más cercanos figuras de la Institución Libre de Enseñanza.